# Carburante
Carburante é o nome usado para todo produto químico cuja combustão permite obter energia mecânica em motores térmicos. Etanol anidro, etanol hidratado, gasolina, óleo diesel são alguns exemplos de produtos carburantes.